# 김철호 (1940년)
김철호(1940년 8월 20일~)는 대한민국의 정치인이다. 제37·38대 영암군수를 역임하였다.

## 역대 선거 결과
|  | 34.23% |

|  | 51.90% |

|  | 54.36% |

| 전임 박일재 | 제37·38대 전라남도 영암군수 1998년 7월 1일~2006년 6월 30일 | 후임 김일태 |